# Cumella morion
Cumella morion är en kräftdjursart som beskrevs av Watling och McCann 1996. Cumella morion ingår i släktet Cumella och familjen Nannastacidae.
Artens utbredningsområde är Oregon. Inga underarter finns listade i Catalogue of Life.